# National Track and Field Hall of Fame
Die National Track and Field Hall of Fame (Hall of Fame der Leichtathletik der USA) wurde 1974 gegründet und beinhaltet gegenwärtig mehr als 250 Persönlichkeiten der US-amerikanischen Leichtathletik. Der Betreiber ist z. Z. The Armory Foundation, eine New Yorker non-profit Einrichtung zur Förderung des Sports in der Stadt. Der Neubau hat 8 Millionen US-Dollar gekostet. Diese Hall of Fame bestand von 1974 bis 1985 in  Charleston, zog dann nach Indianapolis (1985–1996) um, dann nach Los Angeles (1996–2002) und ist seit 2003 in New York, 216 Fort Washington Avenue, Washington Heights. Aufgenommen werden erfolgreiche Sportler, Trainer, Funktionäre und Organisatoren von großen Sportfesten sowie Journalisten. Vorbild waren andere bereits in den USA bestehende Ehrenhallen des Sports, die eine eigene Erinnerungskultur pflegen sollten und der kulturellen neben der trainingswissenschaftlichen Komponente der Leistung einen Platz einräumt.

## Aufnahmekriterien
Es wird nur nach Leistung, nicht nach charakterlichen Eigenschaften aufgenommen. Die Kriterien sind verschieden für die unterschiedlichen Kategorien.

### Sportler
Frühestens drei Jahre nach Karriereende (oder mit dem 40. Lebensjahr) müssen ein oder mehrere der Kriterien erfüllt sein:
- Weltrekord
- amerikanischer Rekord
- Weltmeister
- Olympiasieger
- Weltranglistenerster in drei oder mehr Jahren
- Sieger von vier oder mehr amerikanischen Meisterschaften
- andere herausragende nationale oder internationale Leistungen.

### Trainer
Frühestens ein Jahr nach Karriere-Ende oder nach 35 Jahren als hauptberuflicher Leichtathletiktrainer müssen die folgenden Kriterien erfüllt sein:
- Hervorbringen von national und international hervorragenden Mannschaften oder Einzelsportlern  und
- über viele Jahre dauerhaft siegreiche Mannschaften hervorgebracht oder andere ungewöhnliche Leistungen erbracht zu haben und
- seit wenigstens 20 Jahren hauptberuflicher Trainer zu sein.

### Contributor (Funktionär, Journalist, Organisator etc.)
Um als Contributor gelistet zu werden, muss man für die Leichtathletik Ungewöhnliches geleistet haben und seit wenigstens 20 Jahre mit der Leichtathletik verbunden sein.

## Aufgenommene
- 2016
  - Buddy Edelen
  - Al Feuerbach
  - Connie Price-Smith
  - Harry Reynolds
  - Frank Zarnowski
- 2015
  - Hollis Conway
  - Ralph Mann
  - Allen Johnson
  - Al Blozis
  - Jack Torrance
  - Harry L. Gill
- 2014
  - Stacy Dragila
  - Lance Deal
  - Thomas Burke
  - Patrick Ryan
  - Theodore Corbitt
- 2013
  - John Godina
  - Kenny Harrison
  - Eleanor Montgomery
  - Steve Williams
  - Bob Larsen (Trainer)
- 2012
  - Charles Austin
  - Kim Batten
  - Pat McDonald
  - Arthur Duffey
  - Fred Schmertz
  - Howard Schmertz
- 2011
  - Gail Devers
  - Maurice Greene
  - Vince Matthews
  - Clarence Demar
  - Bob Timmons (Trainer)
- 2010
  - Dyrol Burleson
  - Jearl Miles Clark
  - Roy Cochran
  - Ralph Craig
  - James Dunaway (Journalist)
- 2009
  - Joetta Clark Diggs
  - Ken Foreman (Trainer)
  - Andre Phillips
  - Willie Steele
  - Randy Williams
- 2008
  - Don Bowden
  - Jimmy Carnes (Trainer)
  - Bill Carr
  - Johnny Gray
  - Bernie Wefers
- 2007
  - Elvin C. Drake (Trainer)
  - Jane Frederick
  - Glenn Morris
  - Calvin Smith
  - George Woods
- 2006
  - Ollan Cassell
  - Rex Cawley
  - Ben Eastman
  - Lynn Jennings
  - Matt McGrath
  - Bill Nieder
  - Dan O’Brien
  - Kevin Young
- 2005
  - Earlene Brown
  - Jim Fuchs
  - Roger Kingdom
  - John McDonnell (Trainer)
  - Mike Powell
  - Wes Santee
  - Fred Wolcott
- 2004
  - Mike Conley Sr.
  - Jack Davis
  - Otis Davis
  - Evie Dennis (Funktionär)
  - Stan Huntsman (Trainer)
  - Michael Johnson
  - Jackie Joyner-Kersee
  - Gerry Lindgren
  - John Pennel
  - Joan Benoit
- 2003
  - John Carlos
  - Larry James
  - Mike Larrabee
  - Mary Decker
- 2002
  - Earl Bell
  - Steve Scott
  - Gwen Torrence
  - Larry Young
- 2001
  - Carl Lewis
  - Henry Marsh
  - Larry Myricks
  - Alberto Salazar
- 2000
  - John Borican
  - Chandra Cheeseborough
  - William Dellinger
  - Meyer Prinstein
  - Arnie Robinson
  - Maren Seidler
  - Morgan Taylor
- 1999
  - Willie Banks
  - Larry Ellis (Trainer)
  - Charles Moore
  - Bill Rodgers
- 1998
  - Greg Foster
  - Francie Larrieu-Smith
  - Jay Silvester
  - Dwight Stones
- 1997
  - Evelyn Ashford
  - Henry Carr
  - Henry Laskau
  - Renaldo Nehemiah
- 1996
  - Cleve Abbott
  - Don Bragg
  - Dallas Long
  - Joe McCluskey
  - Earle Meadows
  - Walter Tewskbury
  - Vern Wolfe (Trainer)
- 1995
  - Valerie Brisco-Hooks
  - Florence Griffith-Joyner
  - Donald Lash
  - Marty Liquori
  - Louise Ritter
  - Melvin Rosen (Trainer)
- 1994
  - Lillian Copeland
  - Cornelius Johnson
  - Fred Lebow (Organisator)
  - Edwin Moses
  - Kate Schmidt
- 1993
  - Rod Milburn
  - Jean Shiley
  - Mac Wilkins
  - Stan Wright (Trainer)
- 1992
  - Sam Bell
  - Charles Greene
  - Charlie Jenkins
  - Jess Mortensen (Trainer)
  - Archie Williams
- 1991
  - Roxanne Andersen
  - Ellery Clark
  - Albert Nelson (Journalist)
  - Bob Schul
- 1990
  - Jim Beatty
  - Doris Brown
  - Charles Dumas
  - Rick Wohlhuter
- 1989
  - Milt Campbell
  - Nell Jackson
  - Frank Shorter
  - Ed Temple (Trainer)
- 1988
  - Greg Bell
  - Barbara Ferrell
  - Evelyne Hall
  - John Moakley (Trainer)
  - Tom Moore (Organisator)
  - Cordner Nelson (Journalist)
  - Martin Sheridan
- 1987
  - Jim Bush (Trainer)
  - Bud Held
  - Eulace Peacock
  - Martha Watson
- 1986
  - Andy Bakjian (Funktionär)
  - Barney Ewell
  - Ron Laird
  - Bob Seagren
- 1985
  - Abel Kiviat
  - Mel Patton
  - John Thomas
  - Lloyd Bud Winter (Trainer)
- 1984
  - Harold Connolly
  - Madeline Manning
  - Randy Matson
  - Joe Yancey (Trainer)
- 1983
  - Tom Botts (Trainer)
  - Lee Evans
  - Archie Hahn
  - Mildred McDaniel
  - LeRoy Walker (Trainer)
- 1982
  - Weemie Baskin (Trainer)
  - Willie Davenport
  - Ralph Higgins (Trainer)
  - Payton Jordan (Trainer)
  - Ted Meredith
  - Eddie Tolan
  - Dave Wottle
- 1981
  - Jesse Abrahamson (Journalist)
  - Percy Beard
  - Bill Bowerman (Trainer)
  - James F. Elliott (Trainer)
  - Dick Fosbury
  - Clyde Littlefield (Trainer)
  - Dave Sime
  - Willye White
  - Fred Wilt
  - George Young
- 1980
  - David Albritton
  - Bruce Jenner
  - Johnny Kelley
  - Jim Ryun
  - Wyomia Tyus
- 1979
  - James Bausch
  - William Curtis (Funktionär)
  - Fortune Gordien
  - John Griffith (Organisator)
  - Ward Haylett (Trainer)
  - Jim Hines
  - Clarence Houser
  - DeHart Hubbard
  - Edith McGuire
- 1978
  - Tom Courtney
  - Bob Giegengack (Trainer)
  - Glenn Hardin
  - Tommie Smith
  - Larry Snyder
  - John Woodruff
- 1977
  - Bob Beamon
  - Thomas Jones (Trainer)
  - Greg Rice
  - Betty Robinson
  - Jackson Scholz
  - Andy Stanfield
  - James E. Sullivan (Funktionär)
  - Earl Thomson
  - Frank Wykoff
- 1976
  - Delores Boeckmann
  - Ken Doherty
  - Mae Faggs
  - Billy Hayes (Trainer)
  - Bob Hayes
  - Harry Hillman
  - Hayes Jones
  - Billy Mills
  - Charlie Paddock
  - Steve Prefontaine
  - Joie Ray
  - Ralph Rose
  - Mel Sheppard
  - Dink Templeton (Trainer)
  - Forrest Towns
- 1975
  - Horace Ashenfelter
  - Alice Coachman
  - Millard Bill Easton (Trainer)
  - John Flanagan
  - Ted Haydon (Trainer)
  - Edward Hurt (Trainer)
  - Wilbur Hutsell (Trainer)
  - Ralph Metcalfe
  - Bobby Morrow
  - Bob Richards
  - Helen Stephens
  - Jim Thorpe
  - Bill Toomey
  - Stella Walsh
- 1974
  - Ralph Boston
  - Avery Brundage (Funktionär)
  - Lee Calhoun
  - Dean Cromwell (Trainer)
  - Glenn Cunningham
  - Glenn Davis
  - Harold Davis
  - Mildred Didrikson Zaharias
  - Harrison Dillard
  - Ray Ewry
  - Dan Ferris (Funktionär)
  - Brutus Hamilton
  - Rafer Johnson
  - Alvin Kraenzlein
  - Bob Mathias
  - Michael Murphy (Trainer)
  - Lon Myers
  - Parry O’Brien
  - Al Oerter
  - Harold Osborn
  - Jesse Owens
  - Wilma Rudolph
  - Robert Simpson
  - Lester Steers
  - Cornelius Warmerdam
  - Mal Whitfield